# Prowadź mnie ulico vol. 5
Prowadź mnie ulico vol. 5 – album muzyczny zawierający utwory różnych wykonawców związanych z wytwórnią Jimmy Jazz Records wydany w 2008 r. Była to piąta publikacja w ramach serii albumów wydawanych pod tytułem Prowadź mnie ulico. Zawierała zestawienie utworów różnych wykonawców, które znalazły się na ich albumach wydanych przez tę wytwórnię w 2008 r. oraz utwory niepublikowane. Pod względem prezentowanej twórczości były to utwory z takich nurtów muzycznych jak punk rock, street punk/oi!, ska, psychobilly, rock’n’roll i nowa fala. Album został wydany na płycie CD. Zawiera 26 utwory muzyczne i 1 plik video z teledyskiem.

## Historia
W 2004 r. wytwórnia Jimmy Jazz Records wydała album kompilacyjny pod tytułem „Prowadź mnie ulico”, obecnie określany jako „Prowadź mnie ulico vol. 1”, zawierający zestawienie utworów różnych wykonawców z lat 1995-2004, związanych zarówno z tą wytwórnią, jak i jej poprzedniczką – wytwórnią Rock’n’roller. Rok później wydano kolejny taki album kompilacyjny „Prowadź mnie ulico vol. 2”, a w kolejnych latach wydawano regularnie po jednym albumie w serii: „Prowadź mnie ulico vol. 3” w 2006 r. i „Prowadź mnie ulico vol. 4” w 2007 r.. Także w 2008 r. został wydany kolejny album, pod tytułem „Prowadź mnie ulico vol. 5”, obejmujący utwory z wydawnictw realizowanych przez tę wytwórnię w 2008 r. oraz utwory niepublikowane. Data premiery albumu to 8.08.2008 r.. Był to ostatni w serii album wydany regularnie, corocznie. W kolejnych latach wydawane były jeszcze następne albumy ale już nieregularnie.

## Muzyka i wykonawcy
Album w ramach wytwórni ma przypisany kod: JAZZ 118. Wydany został na jednej płycie CD. Obejmuje 26 utworów muzycznych i jeden plik video z teledyskiem. Muzyka zaprezentowana w ramach albumu należy do kilku gatunków muzycznych generalnie określanych jako przynależnych do sceny alternatywnej, niezależnej. Pośród nich dominuje punk rock, w tym street punk/oi!, ale też nie brakuje innych nurtów muzycznych takich jak ska, psychobilly, rock’n’roll czy nowa fala.
W albumie zamieszczono utwory następujących wykonawców: Karcer, Komety, Nowy Świat, Obibox, Skambomambo, Skampararas, Soulburners, The Analogs, The Coiots!, The Headhunters, The Lunatics, WC, Ziggie Piggie, Złodzieje Głów.

## Utwory
| Lp    | Wykonawca       | Tytuł                      | Czas |
| ----- | --------------- | -------------------------- | ---- |
| 1     | Komety          | Zabierz mnie do domu       | 3:29 |
| 2     | Nowy Świat      | Gwiazdy                    | 2:27 |
| 3     | The Analogs     | Miejskie opowieści         | 3:45 |
| 4     | The Headhunters | Demolator – Dekorator      | 2:29 |
| 5     | Karcer          | Ojczyzna                   | 3:01 |
| 6     | The Coiots!     | Płyty z wysp               | 2:07 |
| 7     | Skampararas     | Tym co przetrwali          | 4:37 |
| 8     | Ziggie Piggie   | Mija czas                  | 3:19 |
| 9     | Złodzieje Głów  | Anioły                     | 2:55 |
| 10    | Soulburners     | Shake Your Ping-Pong       | 1:14 |
| 11    | Obibox          | Miasto grzechu             | 3:37 |
| 12    | Skambomambo     | Cool Ska                   | 3:44 |
| 13    | The Coiots!     | Hej Chłopaki               | 2:35 |
| 14    | WC              | Straszna generacja         | 2:32 |
| 15    | Nowy Świat      | Mózg                       | 1:43 |
| 16    | Skampararas     | Izabella                   | 3:24 |
| 17    | Karcer          | Lodówka                    | 2:34 |
| 18    | The Analogs     | Latarnia                   | 3:55 |
| 19    | Złodzieje Głów  | Na krawędzi                | 2:39 |
| 20    | Obibox          | Psycho noc                 | 3:02 |
| 21    | Skambomambo     | Taxi Driver                | 2:23 |
| 22    | The Headhunters | Upadły Anioł               | 1:35 |
| 23    | Soulburners     | Call Of The Wild           | 1:35 |
| 24    | The Lunatics    | Talent                     | 3:07 |
| 25    | WC              | Pozycja                    | 2:40 |
| 26    | Ziggie Piggie   | Skinhead Reggae Revolution | 3:47 |
| video | Obibox          | Zło                        | b.d. |

## Odbiór
Album, podobnie jak cała seria, jako całość zbiera w dużej mierze pochlebne recenzje. W szczególności podnosi się jego przekrojowość i atrakcyjność repertuarowa, stanowiące o jego sile. Zróżnicowana pod względem muzycznym zawartość płyty jest zdecydowanym atutem, podobnie jak doskonały dobór przebojowych kompozycji, stanowiących wizytówkę wytwórni. Bonusem i dopełnieniem ścieżki dźwiękowej jest plik video z teledyskiem do utworu „Zło” zespołu Obibox. W repertuarze zaprezentowanym w ramach albumu zamieszczono zarówno utwory znane z ówcześnie wydanych płyt poszczególnych zespołów, jak i utwory nigdzie wcześniej niepublikowane, premierowe, unikalne i nieznane, niekiedy stanowiące zapowiedź planowanych w przyszłości wydawnictw. Są tu już uznane grupy muzyczne z dorobkiem wydawniczym jak i debiutanci. Jednym z takich przykładów utworów zapowiadających wydanie debiutanckiej płyty, są zamieszczone w tym albumie utwory grupy The Coiots!. Rok po wydaniu tej składanki ukazał się ich album pod tytułem „Punk, Boks, Sex”.